# 摩爾達維亞牛頭郵票
摩爾達維亞牛頭郵票（羅馬尼亞語：capul de bour，意為「原牛的牛頭」）是首版羅馬尼亞郵票，由摩爾達維亞公國於1858年7月至10月間發行。它共推出四種面值，極為稀有。第二及第三版的羅馬尼亞郵票也以摩爾達維亞的象徵、原牛的牛頭為主題——前者獨挑票面，後者則因印刷於聯合公國時代，旁與一個瓦拉幾亞公國的標誌並列。

## 首版發行

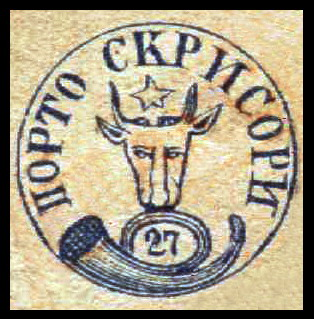
面額27帕拉的郵票，1858年

隨著1856年巴黎和約的簽訂，摩爾達維亞與瓦拉幾亞的多瑙河大公國展開一連串的現代化運動，其中也包括郵政改革。1840年，大不列顛及愛爾蘭聯合王國推出全世界第一張郵票——黑便士後，世界逐漸掀起一波郵票熱，而公國領導人自然沒有錯過這股風潮。在摩爾達維亞，副總督（caimacam）尼古拉·沃戈里德（Nicolae Vogoride）與他所領導的政務會便新設了郵政委員會及其首長，並從奧地利聘用經過良好培訓的郵政人員。他們在雅西一棟14房大樓內成立郵政總部，1858年6月30日及7月6日頒布郵資法規：旅程在八個郵局以內的信件要價27帕拉（para）（折合57巴尼），八個以上者則須負擔54帕拉（1.14列伊）。短程掛號信件郵資為81帕拉（2列伊），長程則為108帕拉（2.28列伊）。

## 第二版及第三版發行

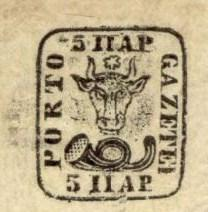
5帕拉郵票，1858年

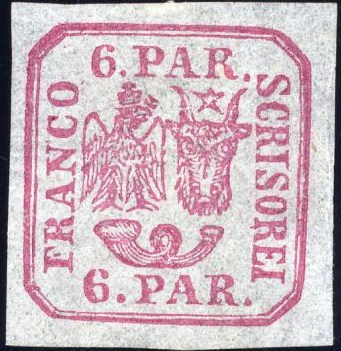
6帕拉郵票，1862年

第二版發行共有三種面額：5帕拉、40帕拉（1列伊）及80帕拉（2列伊）；平信計價40帕拉，掛號信件80帕拉。

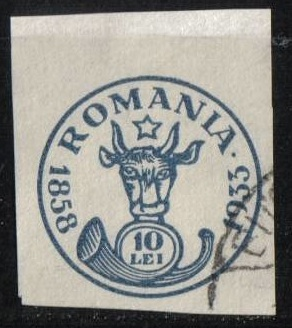
1932年復刻首版郵票（75週年）
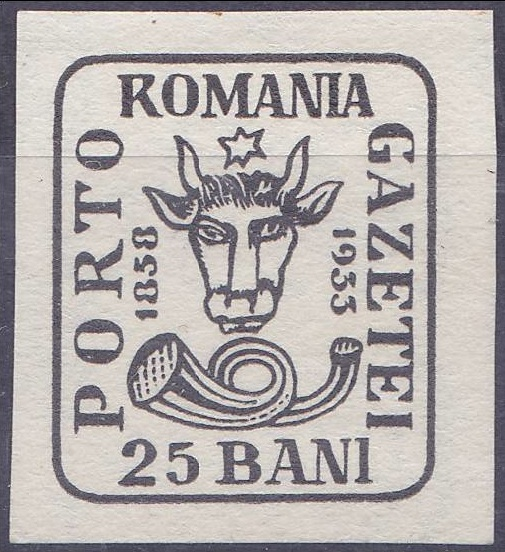
1932年復刻第二版郵票
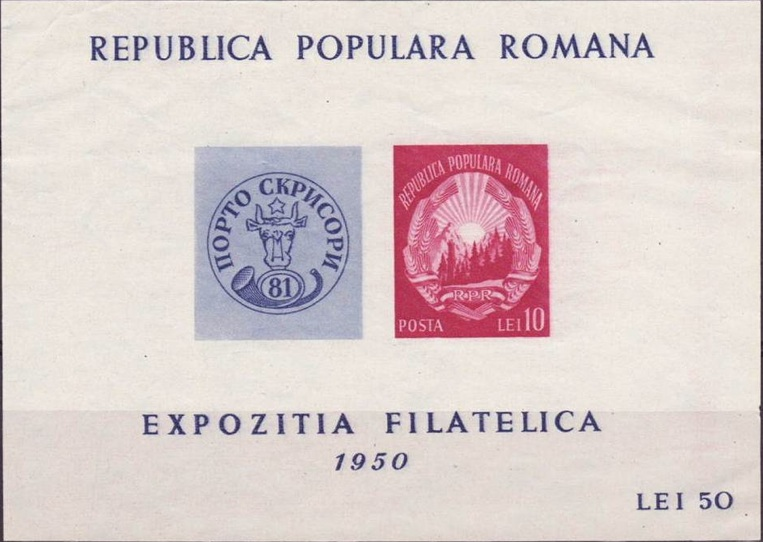
1950年郵票博覽會的小型印刷郵票，復刻首版
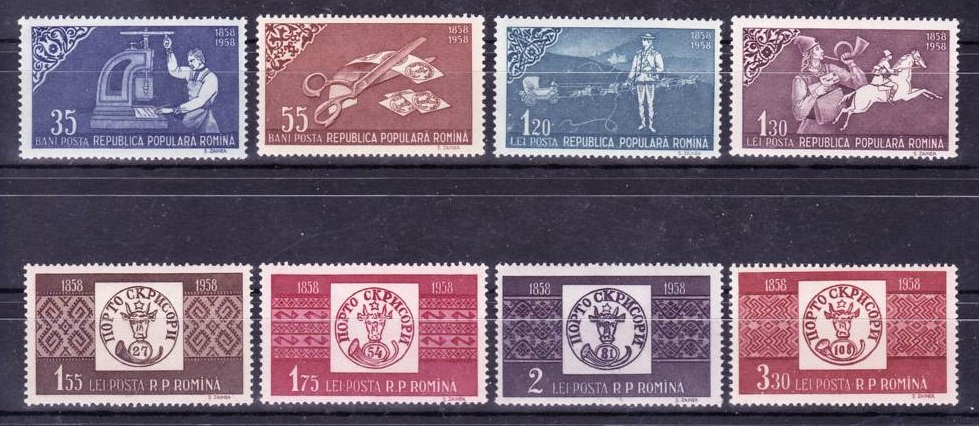
1958年首版百週年紀念的系列郵票
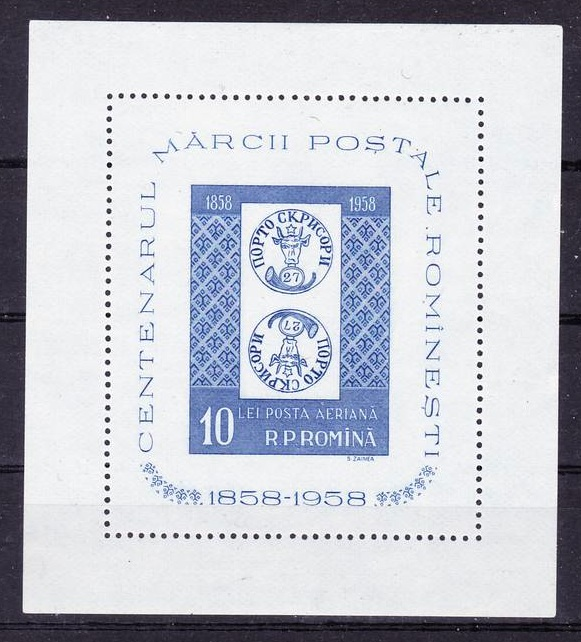
1958年小型印刷郵票，上有首版tête-bêche對
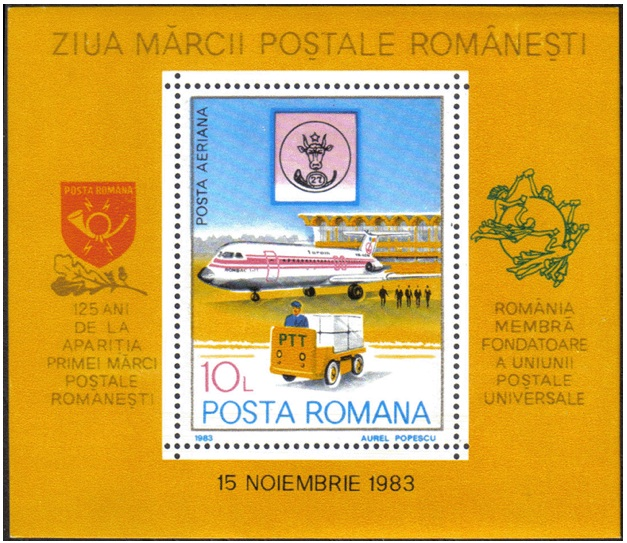
1983年首版125週年紀念的小型印刷郵票
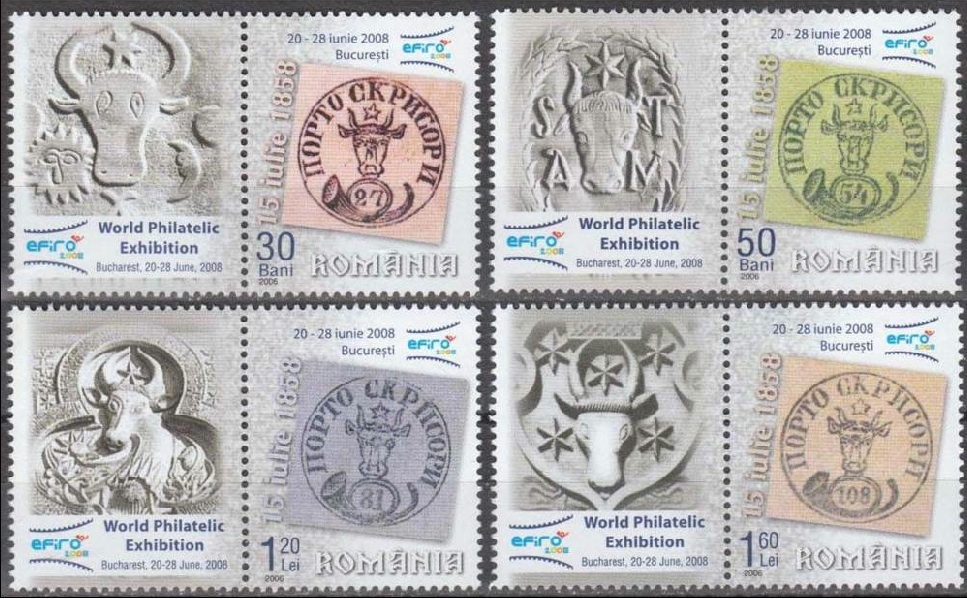
2006年首版150週年紀念的小型印刷郵票